# Jan Ligęza
Jan Ligęza herbu Półkozic z Przecławia (zm. w 1419) – wojewoda i starosta łęczycki, w bitwie pod Grunwaldem dowodził 32 chorągwią, uczestniczył w unii horodelskiej. Wzniósł zamek w Bobrku, nad Przemszą nieopodal jej ujścia do Wisły.

## Życiorys
Był synem Pakosława, i prawnukiem Dzierżykraja, pierwszego znanego w źródłach kasztelana połanieckiego. Jan Ligęza pełnił urząd wojewody łęczyckiego w latach 1374–1418. Był obecny przy podpisywaniu aktu unii horodelskiej 1413 roku. Podczas bitwy grunwaldzkiej w 1410 roku osobiście dowodził własną 32 chorągwią rycerstwa polskiego.
Od około 1380 roku był właścicielem wsi Chruszczyna Wielka a od 1388 roku także części wsi Gorzków leżących koło Kazimierzy Wielkiej w dzisiejszym województwie świętokrzyskim. W 1384 r. brał udział w sądzie komisarskim, który oczyścił z infamii arcybiskupa gnieźnieńskiego Bodzantę. Poręczał pożyczki za królową św.Jadwigę, ponosząc przy tym straty materialne.W 1400 roku był świadkiem przy ogłaszaniu aktu królewskiego odnowienia Akademii Krakowskiej.Od roku 1408 figuruje jako dziedzic zamku w Bobrku koło Oświęcimia. Rozpoczął lokację wsi Dąbrowa, którą ukończył w roku 1422 syn Stanisław. Miał przypuszczalnie dwie żony, Małgorzata poświadczona jest źródłowo. Synami Jana Ligęzy byli: Jan Ligęza z Bobrku, Mikołaj z Niewiarowa i Stanisław. Miał również dwie córki Helenę, żonę Zakliki z Korzkwi i Annę, żonę Floriana z Korytnicy. Do roku 1404 był w posiadaniu Nowotarszczyzny, którą odstąpił Andrzejowi z Korabowic za sumę 100 grzywien szerokich groszy praskich. 